# Dynoro
Dynoro, artiestennaam van Edvinas Pechovskis (Vilnius, 25 december 1999), is een Litouwse dj.
Dynoro is bekend van de in 2018 uitgebrachte single In My Mind, in samenwerking met Gigi D'Agostino. Dit nummer, een cover van een nummer van Ivan Gough, Feenixpawl en Georgi Kay, behaalde in verscheidene Europese landen een top 10-notering.